# 新井純 (地方公務員)
新井 純（あらい じゅん、1955年9月7日 - ）は、日本の地方公務員、鉄道実業家。大阪府副知事を経て、関西高速鉄道社長。

## 人物・経歴
京都大学法学部卒業。
1979年 (昭和54年)、大阪府庁入庁。2002年 (平成14年) 4月、同府広報室広報報道課長。2004年4月、同府総務部行政改革室行政改革課長。2005年4月、同府総務部行政改革室副理事兼行政改革課長。2007年4月、同府政策企画部広報室長。2009年4月、同府府民文化部都市魅力創造局長。2012年4月、同府政策企画部長。
2015年12月、大阪府知事選挙で再選を果たした松井一郎知事から「大阪都構想」の再挑戦や大阪の副首都化に向けた取り組みを本格化させる中で副知事に選任され、それに伴って同府退職。
2019年 (令和元年) 12月、山口信彦を後任に副知事退任。2020年6月から関西高速鉄道代表取締役社長。

## 他の役職
- 公益財団法人 関西文化学術研究都市推進機構 理事[4]